# André Haefliger
André Haefliger (Nyon, 22 maggio 1929 – 7 marzo 2023) è stato un matematico svizzero attivo principalmente nel campo della topologia.

## Biografia
Studiò matematica alle università di Losanna e di Strasburgo, laureandosi in quest'ultima nel 1958 sotto la supervisione di Charles Ehresmann, con cui discusse la tesi "Structures feuilletées et cohomologie à valeurs dans un faisceau de groupoides".
Dal 1959 al 1961 lavorò all'Institute for Advanced Study di Princeton, nel New Jersey. Dal 1962 fu libero docente all'Università di Ginevra.
Nel 1992 divenne Honorary Doctor al Politecnico di Zurigo.
Haefliger dette importanti contributi alla teoria dei nodi e alla teoria delle foliazioni. Nel 1956, fu il primo a trovare l'ostruzione topologica affinché una varietà riemanniana orientabile ammetta una struttura di spin.
Nell'anno accademico 1974-75 fu Presidente della Swiss Mathematical Society.

## Alcuni lavori
- "Un aperçu de l'oeuvre de Thom en topologie différentielle (jusqu'en 1957)." Publications Mathématiques de l'IHÉS 68 (1988): 13-18. (PDF), su archive.numdam.org.
- "Travaux de Novikov sur les feuilletages." Séminaire Bourbaki 10 (1966-1968): 433-444. (PDF), su archive.numdam.org.
- "Sur les classes caractéristiques des feuilletages." Séminaire Bourbaki 14 (1971-1972): 239-260. (PDF), su archive.numdam.org.
- "Sphères d'homotopie nouées." Séminaire Bourbaki 9 (1964-1966): 57-68. (PDF), su archive.numdam.org.
- "Feuilletages riemanniens." Séminaire Bourbaki 31 (1988-1989): 183-197. (PDF), su archive.numdam.org.
- "Plongements de variétés dans le domaine stable." Séminaire Bourbaki 8 (1962-1964): 63-77. (PDF), su archive.numdam.org.
- "Des espaces homogènes à la résolution de Koszul." Annales de l'institut Fourier 37.4 (1987): 5-13. (PDF), su archive.numdam.org.
- "Variétés feuilletées." Annali della Scuola Normale Superiore di Pisa - Classe di Scienze 16.4 (1962): 367-397. (PDF), su archive.numdam.org.
- "Sur la cohomologie de l'algèbre de Lie des champs de vecteurs." Annales scientifiques de l'École Normale Supérieure 9.4 (1976): 503-532. (PDF), su archive.numdam.org.
- "Extension of complexes of groups." Annales de l'institut Fourier 42.1-2 (1992): 275-311. (PDF), su archive.numdam.org.
- "Quelques remarques sur les applications différentiables d'une surface dans le plan." Annales de l'institut Fourier 10 (1960): 47-60. (PDF), su archive.numdam.org.
- "Plongements différentiables de variétés dans variétés.." Commentarii mathematici Helvetici 36 (1961/62): 47-82., su gdz.sub.uni-goettingen.de.
- "Structures feuilletées et cohomologie à valeur dans un faisceau de groupoides." Commentarii mathematici Helvetici 32 (1957/58): 248-329., su gdz.sub.uni-goettingen.de.
- "Plongements différentiables dans le domaine stable." Commentarii mathematici Helvetici 37 (1962/63): 155-176., su gdz.sub.uni-goettingen.de.
- "Enlacements de sphères en codimension supérieure à 2." Commentarii mathematici Helvetici 41 (1966/67): 51-72., su gdz.sub.uni-goettingen.de.
- "La classification des immersions combinatoires." Publications Mathématiques de l'IHÉS 23 (1964): 75-91. con Poénaru, Valentin.
- "La classe d'homologie fondamentale d'un espace analytique." Bulletin de la Société Mathématique de France 89 (1961): 461-513. con Borel, Armand.